# Гюстен, Ронан
Ронан Гюстен (фр. Ronan Gustin, 17 августа 1987) — французский фехтовальщик-шпажист, трёхкратный чемпион мира и чемпион Европы в командных соревнования на шпагах.